# Vågig tofsmätare
Vågig tofsmätare (Hydria undulata) är en fjärilsart som beskrevs av Carl von Linné 1758. Enligt Dyntaxa ingår vågig tofsmätare i släktet Hydria men enligt Catalogue of Life är tillhörigheten istället släktet Rheumaptera. Enligt båda källorna tillhör vågig tofsmätare familjen mätare, Geometridae. Arten är reproducerande i Sverige. Tre underarter finns listade i Catalogue of Life, Rheumaptera undulata bluff Bryk, 1921, Rheumaptera undulata sajana Bryk, 1921 och Rheumaptera undulata uddmani Bryk, 1921.

## Bildgalleri

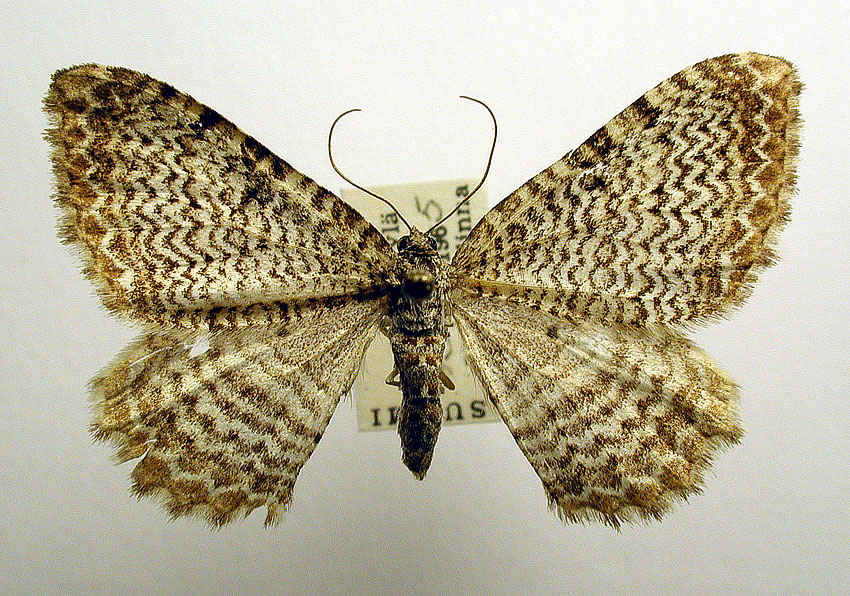
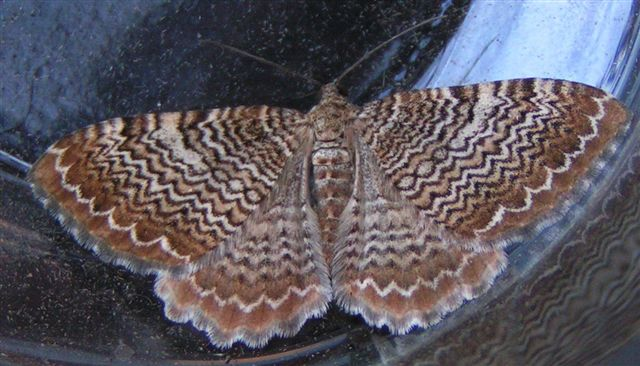
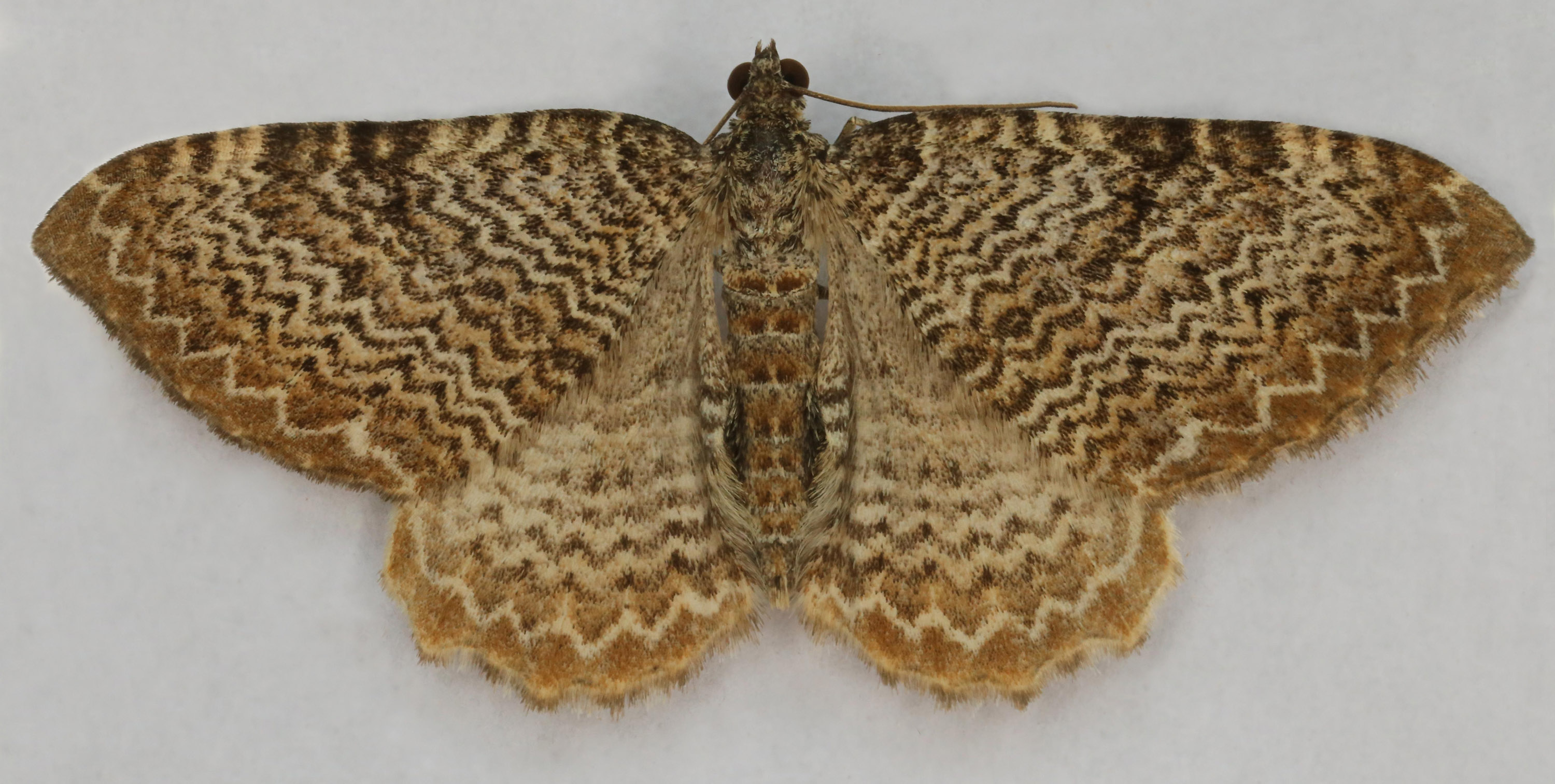